# Balșa
Balșa (en hongrois : Balsa, en allemand : Baleschen) est une commune du Județ de Hunedoara en Transylvanie, (Roumanie).